# Glee: The Music, Volume 1
Glee: The Music, Volume 1 is een soundtrackalbum van de personages in de Amerikaanse televisieserie Glee. Het album bevat de meeste nummers uit de eerste afleveringen (1-9) van het eerste seizoen. Op het tweede deel staan de liedjes van afleveringen 9-13 en op het derde deel de meeste liedjes van afleveringen 14-22. Van de afleveringen 'Journey' en 'The Power of Madonna' (uit de tweede helft van seizoen 1) zijn aparte albums uitgekomen.
Het album verscheen op 2 november 2009 en ontving in Australië, Canada en Engeland de platinumcertificatie. In de Verenigde Staten ontving het album goud.

## Tracklist
| Nr. | Titel                                         | Schrijver(s)                                                                                                 | Oorspronkelijke artiest                             | Duur |
| --- | --------------------------------------------- | --- | --------------------------------------------------- | ---- |
| 1.  | Don't Stop Believin'                          | Jonathan Cain, Steve Perry, Neal Schon                                                                       | Journey                                             | 3:50 |
| 2.  | Can't Fight This Feeling                      | Kevin Cronin                                                                                                 | REO Speedwagon                                      | 3:29 |
| 3.  | Gold Digger                                   | Kanye West, Ray Charles, Renald Richard                                                                      | Kanye West & Jamie Foxx                             | 3:00 |
| 4.  | Take a Bow                                    | Ne-Yo, Tor Erik Hermansen, Mikkel Storleer Eriksen                                                           | Rihanna                                             | 3:35 |
| 5.  | Bust Your Windows                             | Jazmine Sullivan, Salaam Remi, DeAndre Way                                                                   | Jazmine Sullivan                                    | 4:19 |
| 6.  | Taking Chances                                | Kara DioGuardi, David A. Stewart                                                                             | Céline Dion                                         | 3:55 |
| 7.  | Alone (ft. Kristin Chenoweth)                 | Billy Steinberg, Tom Kelly                                                                                   | Heart                                               | 3:40 |
| 8.  | Maybe This Time (featuring Kristin Chenoweth) | John Kander & Fred Ebb                                                                                       | Liza Minnelli in the film Cabaret                   | 2:57 |
| 9.  | Somebody to Love                              | Freddie Mercury                                                                                              | Queen                                               | 4:43 |
| 10. | Hate on Me                                    | Jill Scott, Adam Blackstone, Steve McKie                                                                     | Jill Scott                                          | 3:30 |
| 11. | No Air                                        | James Fauntleroy II, Eric "Blue Tooth" Griggs, Harvey Mason, Jr., Damon Thomas, Steve Russell, Michael Scala | Jordin Sparks & Chris Brown                         | 4:23 |
| 12. | You Keep Me Hangin' On                        | Holland–Dozier–Holland                                                                                       | The Supremes                                        | 2:40 |
| 13. | Keep Holding On                               | Avril Lavigne, Lukasz Gottwald                                                                               | Avril Lavigne                                       | 4:04 |
| 14. | Bust a Move                                   | Marvin Young, Matt Dike, Michael Ross                                                                        | Young MC                                            | 4:24 |
| 15. | Sweet Caroline                                | Neil Diamond                                                                                                 | Neil Diamond                                        | 1:58 |
| 16. | Dancing with Myself                           | Billy Idol, Tony James                                                                                       | Generation X / Billy Idol                           | 3:10 |
| 17. | Defying Gravity                               | Stephen Schwartz                                                                                             | Idina Menzel, Kristin Chenoweth, de cast van Wicked | 2:21 |

| Nr. | Titel                 | Schrijver(s)              | Oorspronkelijke artiest | Duur |
| --- | --------------------- | ------------------------- | ----------------------- | ---- |
| 18. | I Say a Little Prayer | Burt Bacharach, Hal David | Dionne Warwick          | 1:40 |

| Nr. | Titel                         | Schrijver(s)                     | Oorspronkelijke artiest | Duur |
| --- | ----------------------------- | -------------------------------- | ----------------------- | ---- |
| 18. | I Wanna Sex You Up            | Dr. Freeze                       | Color Me Badd           | 2:06 |
| 19. | I Could Have Danced All Night | Frederick Loewe, Alan Jay Lerner | Julie Andrews           | 1:23 |
| 20. | Leaving on a Jet Plane        | John Denver                      | John Denver             | 4:03 |

| Nr. | Titel                                      | Schrijver(s)                        | Oorspronkelijke artiest     | Duur |
| --- | ------------------------------------------ | ----------------------------------- | --------------------------- | ---- |
| 18. | Take a Bow (Glee cast karaokeversie)       | Ne-Yo, T.E. Hermansen, M.S. Eriksen | Rihanna                     | 3:35 |
| 19. | Gold Digger (Glee cast karaokeversie)      | West, Charles, Richard              | Kanye West feat. Jamie Foxx | 3:00 |
| 20. | Somebody to Love (Glee cast karaokeversie) | Mercury                             | Queen                       | 4:43 |

## Medewerkers
Stemmen (zang)
- Dianna Agron
- Chris Colfer
- Kevin McHale
- Lea Michele
- Cory Monteith
- Matthew Morrison
- Amber Riley
- Mark Salling
- Jenna Ushkowitz

Gaststemmen
- Kristin Chenoweth

Overige stemmen
- Adam Anders
- Kamari Copeland
- Tim Davis
- Emily Gomez
- Nikki Hassman
- David Loucks
- Chris Mann
- Zac Poor
- Jasper Randall
- Windy Wagner

Uitvoerend producenten
- Brad Falchuk
- Dante DiLoreto

Producenten
- Adam Anders
- Peer Åström
- James Levine
- Ryan Murphy

Technici
- Adam Anders
- Peer Åström
- Dan Marnien
- Ryan Peterson

Soundtrackproducenten
- Adam Anders
- Ryan Murphy

Mix en mastering
- Peer Åström
- Louie Teran[3]

## Hitnoteringen

### NederlandseAlbum Top 100
| Hitnotering: 30-10-2010 t/m 19-03-2011 | Hitnotering: 30-10-2010 t/m 19-03-2011 | Hitnotering: 30-10-2010 t/m 19-03-2011 | Hitnotering: 30-10-2010 t/m 19-03-2011 | Hitnotering: 30-10-2010 t/m 19-03-2011 | Hitnotering: 30-10-2010 t/m 19-03-2011 | Hitnotering: 30-10-2010 t/m 19-03-2011 | Hitnotering: 30-10-2010 t/m 19-03-2011 | Hitnotering: 30-10-2010 t/m 19-03-2011 | Hitnotering: 30-10-2010 t/m 19-03-2011 | Hitnotering: 30-10-2010 t/m 19-03-2011 | Hitnotering: 30-10-2010 t/m 19-03-2011 | Hitnotering: 30-10-2010 t/m 19-03-2011 | Hitnotering: 30-10-2010 t/m 19-03-2011 | Hitnotering: 30-10-2010 t/m 19-03-2011 | Hitnotering: 30-10-2010 t/m 19-03-2011 | Hitnotering: 30-10-2010 t/m 19-03-2011 | Hitnotering: 30-10-2010 t/m 19-03-2011 | Hitnotering: 30-10-2010 t/m 19-03-2011 | Hitnotering: 30-10-2010 t/m 19-03-2011 | Hitnotering: 30-10-2010 t/m 19-03-2011 | Hitnotering: 30-10-2010 t/m 19-03-2011 | Hitnotering: 30-10-2010 t/m 19-03-2011 |
| Week:                                  | 1                                      | 2                                      | 3                                      | 4                                      | 5                                      | 6                                      | 7                                      | 8                                      | 9                                      | 10                                     | 11                                     | 12                                     | 13                                     | 14                                     | 15                                     | 16                                     | 17                                     | 18                                     | 19                                     | 20                                     | 21                                     |                                        |
| -------------------------------------- | -------------------------------------- | -------------------------------------- | -------------------------------------- | -------------------------------------- | -------------------------------------- | -------------------------------------- | -------------------------------------- | -------------------------------------- | -------------------------------------- | -------------------------------------- | -------------------------------------- | -------------------------------------- | -------------------------------------- | -------------------------------------- | -------------------------------------- | -------------------------------------- | -------------------------------------- | -------------------------------------- | -------------------------------------- | -------------------------------------- | -------------------------------------- | -------------------------------------- |
| Positie:                               | 9                                      | 13                                     | 24                                     | 27                                     | 25                                     | 33                                     | 36                                     | 45                                     | 37                                     | 44                                     | 53                                     | 54                                     | 60                                     | 53                                     | 65                                     | 81                                     | 86                                     | 74                                     | 98                                     | 86                                     | 93                                     | uit                                    |

### VlaamseUltratop 100Albums
| Hitnotering: (week 1 t/m 5) 15-01-2011 t/m 12-02-2011 Hitnotering: (week 6 t/m 8) 19-03-2011 t/m 02-04-2011 Hitnotering: (week 9 t/m 11) 16-04-2011 t/m 30-04-2011 | Hitnotering: (week 1 t/m 5) 15-01-2011 t/m 12-02-2011 Hitnotering: (week 6 t/m 8) 19-03-2011 t/m 02-04-2011 Hitnotering: (week 9 t/m 11) 16-04-2011 t/m 30-04-2011 | Hitnotering: (week 1 t/m 5) 15-01-2011 t/m 12-02-2011 Hitnotering: (week 6 t/m 8) 19-03-2011 t/m 02-04-2011 Hitnotering: (week 9 t/m 11) 16-04-2011 t/m 30-04-2011 | Hitnotering: (week 1 t/m 5) 15-01-2011 t/m 12-02-2011 Hitnotering: (week 6 t/m 8) 19-03-2011 t/m 02-04-2011 Hitnotering: (week 9 t/m 11) 16-04-2011 t/m 30-04-2011 | Hitnotering: (week 1 t/m 5) 15-01-2011 t/m 12-02-2011 Hitnotering: (week 6 t/m 8) 19-03-2011 t/m 02-04-2011 Hitnotering: (week 9 t/m 11) 16-04-2011 t/m 30-04-2011 | Hitnotering: (week 1 t/m 5) 15-01-2011 t/m 12-02-2011 Hitnotering: (week 6 t/m 8) 19-03-2011 t/m 02-04-2011 Hitnotering: (week 9 t/m 11) 16-04-2011 t/m 30-04-2011 | Hitnotering: (week 1 t/m 5) 15-01-2011 t/m 12-02-2011 Hitnotering: (week 6 t/m 8) 19-03-2011 t/m 02-04-2011 Hitnotering: (week 9 t/m 11) 16-04-2011 t/m 30-04-2011 | Hitnotering: (week 1 t/m 5) 15-01-2011 t/m 12-02-2011 Hitnotering: (week 6 t/m 8) 19-03-2011 t/m 02-04-2011 Hitnotering: (week 9 t/m 11) 16-04-2011 t/m 30-04-2011 | Hitnotering: (week 1 t/m 5) 15-01-2011 t/m 12-02-2011 Hitnotering: (week 6 t/m 8) 19-03-2011 t/m 02-04-2011 Hitnotering: (week 9 t/m 11) 16-04-2011 t/m 30-04-2011 | Hitnotering: (week 1 t/m 5) 15-01-2011 t/m 12-02-2011 Hitnotering: (week 6 t/m 8) 19-03-2011 t/m 02-04-2011 Hitnotering: (week 9 t/m 11) 16-04-2011 t/m 30-04-2011 | Hitnotering: (week 1 t/m 5) 15-01-2011 t/m 12-02-2011 Hitnotering: (week 6 t/m 8) 19-03-2011 t/m 02-04-2011 Hitnotering: (week 9 t/m 11) 16-04-2011 t/m 30-04-2011 | Hitnotering: (week 1 t/m 5) 15-01-2011 t/m 12-02-2011 Hitnotering: (week 6 t/m 8) 19-03-2011 t/m 02-04-2011 Hitnotering: (week 9 t/m 11) 16-04-2011 t/m 30-04-2011 | Hitnotering: (week 1 t/m 5) 15-01-2011 t/m 12-02-2011 Hitnotering: (week 6 t/m 8) 19-03-2011 t/m 02-04-2011 Hitnotering: (week 9 t/m 11) 16-04-2011 t/m 30-04-2011 | Hitnotering: (week 1 t/m 5) 15-01-2011 t/m 12-02-2011 Hitnotering: (week 6 t/m 8) 19-03-2011 t/m 02-04-2011 Hitnotering: (week 9 t/m 11) 16-04-2011 t/m 30-04-2011 | Hitnotering: (week 1 t/m 5) 15-01-2011 t/m 12-02-2011 Hitnotering: (week 6 t/m 8) 19-03-2011 t/m 02-04-2011 Hitnotering: (week 9 t/m 11) 16-04-2011 t/m 30-04-2011 |
| Week: | 1 | 2 | 3 | 4 | 5 | | 6 | 7 | 8 | | 9 | 10 | 11 | |
| --- | --- | --- | --- | --- | --- | --- | --- | --- | --- | --- | --- | --- | --- | --- |
| Positie: | 74 | 97 | 69 | 84 | 89 | uit | 85 | 90 | 90 | uit | 92 | 98 | 94 | uit |